# روهان دلاکومب
روهان دلاکومب (انگلیسی: Rohan Delacombe; ۲۵ اکتبر ۱۹۰۶ – ۱۰ نوامبر ۱۹۹۱) نظامی و سیاست‌مدار اهل بریتانیا بود. وی همچنین برندهٔ جوایزی همچون دکترای افتخاری شده‌است.